# Першотравенск
Першотравенск (укр. Першотравенськ) град је Украјини у Дњипропетровској области. Према процени из 2012. у граду је живело 29.085 становника.

## Становништво
Према процени, у граду је 2012. живело 29.085 становника.
| 1979.  | 1989.  | 2001.  | 2012.  |
| ------ | ------ | ------ | ------ |
| 23.660 | 28.068 | 29.140 | 29.085 |